# Gaspar Hurtado
Gaspar Hurtado (Mondéjar, Guadalajara, España, en 1575 - Alcalá de Henares, España, en 1647) fue un teólogo y moralista jesuita español.

## Biografía
Estudió teología en la Universidad de Alcalá, donde fue número uno de la promoción de 1602. Tuvo problemas con la Investigación doctoral debido a la defensa que hizo de la tesis Non est de fide hunc: numero Papam, exempli gratia, Clementem octavum esse verum Papam. 
Terminado el doctorado obtuvo su cátedra en la misma Universidad hasta que en 1607, a la edad de 32 años, renunció a esta para ingresar como monje del monasterio de El Paular. Seis meses más tarde abandonó el monasterio para ingresar en la Compañía de Jesús. Desde entonces volvió a las aulas a cuenta de la Compañía y como sucesor de Gabriel Vázquez en la cátedra de filosofía. Su carrera la desarrolló desde entonces entre las universidades de Alcalá y Murcia. 
Por su condición de jesuita y por su obra, crítica con parte de la escolástica de Tomás de Aquino, sobre todo su libro Tractatus de Deo, fue procesado por la Santa Inquisición en 1641, de cuyas causas fue finalmente absuelto.

## Obra
- De Eucharistiâ, sacrificio missæ et ordine (Alcalá, 1620);
- De matrimonio et censuris (Alcalá, 1627);
- De Incarnatione Verbe (Alcalá, 1628);
- De Sacramentis in genere et in specie, i. e, Baptismo, Confirmatione, Poenitentia, et Extrema Unctione (Alcalá, 1628);
- De beatitudine, de actibus humanis, bonitate et malitia, habitatibus, virtutibus et peccatis (Madrid, 1632);
- Disputationes de sacrimentis et censuris (Antwerp, 1633);
- Tractatus de Justitia et Jure (1637)
- Tactus de Deo (Madrid, 1642).